# Корнилов, Юрий Павлович
Юрий Павлович Корнилов — советский гребец, тренер и преподаватель. Заслуженный тренер СССР (1991). Кандидат педагогических наук (1985).

## Биография
Юрий Павлович Корнилов в 1971 году окончил Волгоградский государственный институт физической культуры по специальности «физическая культура и спорт».
В 1983 году в Киевском государственном институте физической культуры защитил диссертацию на тему «Активизация произвольного внимания квалифицированных гребцов в процессе спортивного совершенствования» и получил учёную степень кандидат педагогических наук. Работал тренером в Хмельницком.
В 1994 году Юрий Павлович стал заведующим кафедрой гребного спорта ВГИФК, а в мае 1996 года после объединения кафедры гребного спорта и кафедры плавания в одну — водных видов спорта, возглавил её. В 2004 году стал доцентом. В настоящее время является советником при ректорате ВГАФК, профессором кафедры теории и методики водных видов спорта, преподаёт теорию и методику гребного спорта.
За свою тренерскую карьеру Корнилов воспитал 1 заслуженного мастера спорта, 5 мастеров спорта международного класса и свыше 20 мастеров спорта по гребле, подготовил 5 кандидатов наук. Наиболее высоких результатов среди его учеников добился Валерий Вешко, ставший семикратным чемпионом мира, четырёхкратным чемпионом СССР.

## Награды и звания
- Почётное звание «Мастер спорта СССР международного класса по гребле на байдарках» (1967).
- Почётное звание «Заслуженный тренер Украинской ССР» (1989).
- Почётное звание «Заслуженный тренер СССР» (1991).

## Публикации
Опубликовал более 80 научных и методических работ по проблемам студенческого и гребного спорта, среди них:
- Корнилов Ю. П. Основы техники гребли на байдарках. — Волгоград: ВГАФК, 2001. — 113 с.[6].
- Лебедева С. А., Тяглова Е. В., Корнилов Ю. П., Кошель Т. А., Бундикова Т. М. Восстановление работоспособности спортсменов при занятиях гребным спортом. — Волгоград, 2011.
- Апариева Т. Г., Корнилов Ю. П., Гребенников А. М. Специальная силовая подготовка гребцов на байдарках и каноэ. — Волгоград, 2012.
- Апариева Т. Г., Корнилов Ю. П., Наполова А. Ю. Организация и проведение соревнований по гребному спорту. Учебно-методическое пособие. — Волгоград: ВГАФК, 2013. — 76 с.
- Корнилов Ю. П., Гребенников А. М., Брюханов Д. А. Некоторые особенности методики развития быстроты в гребле на байдарках и каноэ. — Известия Сочинского государственного университета. — 2014. — № 4-2 (33). — С. 136—139.
- Корнилов Ю. П., Гребенников А. М., Брюханов Д. А. Силовая подготовка в тренировочном процессе гребцов на байдарках и каноэ. Актуальные вопросы подготовки спортсменов высокой квалификации и спортивного резерва в плавании и других видах водного спорта. — Волгоград: ВГАФК, 2014. — С. 72-76.
- Корнилов Ю. П., Брюханов Д. А., Опалев М. А. Основные направления организации силовой подготовки в гребле на байдарках и каноэ. — Волгоград, 2016[7].